# Rhyticaryum
Rhyticaryum es un género  de plantas  perteneciente a la familia Icacinaceae. Comprende 24 especies descritas y de estas, solo 12 aceptadas.

## Taxonomía
El género fue descrito por Odoardo Beccari y publicado en Bot. Jahrb. Syst. 58: 174 1923. 

## Especies aceptadas
A continuación se brinda un listado de las especies del género Rhyticaryum aceptadas hasta marzo de 2015, ordenadas alfabéticamente. Para cada una se indica el nombre binomial seguido del autor, abreviado según las convenciones y usos.	
- Rhyticaryum elegans G.Schellenb.
- Rhyticaryum fasciculatum Becc.
- Rhyticaryum gracile G.Schellenb.
- Rhyticaryum longifolium K.Schum. & Lauterb.
- Rhyticaryum lucidum G.Schellenb.
- Rhyticaryum macrocarpum Becc.
- Rhyticaryum novoguineense (Warb.) Sleumer
- Rhyticaryum oleraceum Becc.
- Rhyticaryum oxycarpum K.Schum. & Lauterb.
- Rhyticaryum purpurascens G.Schellenb.
- Rhyticaryum racemosum Becc.
- Rhyticaryum rotundatum G.Schellenb.